# Bit
Der Begriff Bit (Kofferwort aus englisch binary digit) wird in der Informatik, der Informationstechnik, der Nachrichtentechnik sowie verwandten Fachgebieten zunächst im Sinne einer Stelle einer Binärzahl bzw. eines Elementes in einem binären Zahlenstrom verwendet. In diesem Zusammenhang werden Datenmengen stets ganzzahlig angegeben.
Im Gegensatz dazu ist in der Informationstheorie ein Bit, oder auch Shannon eine Maßeinheit für den Informationsgehalt. Dabei ist 1 Bit der Informationsgehalt, der in einer Auswahl aus zwei gleich wahrscheinlichen Möglichkeiten enthalten ist. Der Informationsgehalt kann ein beliebiger reeller, nicht negativer Wert sein.

## Wortherkunft
Das Wort Bit ist ein Kofferwort aus binary digit, englisch für „binäre Ziffer“ oder auch Binärziffer. Es wurde von dem Mathematiker John W. Tukey vermutlich 1946, nach anderen Quellen schon 1943, vorgeschlagen. Schriftlich wurde der Begriff zum ersten Mal 1948 auf Seite eins von Claude Shannons berühmter Arbeit A Mathematical Theory of Communication erwähnt. Die Bits als Wahrheitswerte verwendete George Boole als Erster.

## Binärstellen
| Anzahl der | Anzahl der                 | Beispiel                                                       |
| Bits       | möglichen Zustände         | Beispiel                                                       |
| ---------- | -------------------------- | -------------------------------------------------------------- |
| 1          | 2                          | Boolesche Variable (wahr / falsch)                             |
| 2          | 4                          | einfachste MLC-Flash-Speicherzelle                             |
| 3          | 8                          | TLC-Flash-Speicherzelle                                        |
| 4          | 16                         | QLC-Flash-Speicherzelle, 1 Hexadezimalstelle                   |
| 6          | 64                         |                                                                |
| 8          | 256                        | PC-Register: z. B. AL oder AH                                  |
| 10         | 1024                       |                                                                |
| 12         | 4096                       | vereinfachte Farbangabe im RGB-Farbraum: z. B. 0xf00 für "rot" |
| 16         | 65 536                     | PC-Register: z. B. AX (= AL + AH)                              |
| 24         | 16 777 216                 | Farbangabe im RGB-Farbraum: z. B. 0xff0000 für "rot"           |
| 32         | 4 294 967 296              | PC-Register: z. B. EAX (enthält AX)                            |
| 48         | 281 474 976 710 656        |                                                                |
| 64         | 18 446 744 073 709 551 616 | PC-Register: z. B. RAX                                         |

Im Sinne von Binärstellen ist die Anzahl an Bits eine wichtige Maßeinheit. Mit ihr wird angegeben, welchen Informationsgehalt z. B. ein elektrisches Potenzial in einer Speicherzelle (z. B. NAND-Flash) oder auf einer Signalleitung (z. B. einer Ader bei einer Twisted-Pair-Verkabelung) hat, oder welche Breite ein Datenwort in einer gegebenen Prozessor- oder Rechnerarchitektur haben kann. Als Urvater der x86-Prozessoren sei der Intel 8088 hier als Beispiel genannt. Das war der Prozessor des ersten IBM PC. Er konnte 8 oder 16 bit breite Worte verarbeiten. Nachfolgende Generationen besaßen Register, die weiterhin mit diesen Wortbreiten angesprochen werden konnten. Die maximale Wortbreite ist typischerweise namensgebend für die Prozessorarchitektur. Das bedeutet, dass beim Intel 8088 von einer 16-Bit-Architektur gesprochen wird.
Auch bei der Datenrate wird üblicherweise angegeben, wie viele Bit in einer Sekunde übermittelt werden können.

### Maßangaben
Die Maßeinheit heißt „Bit“ und hat – der IEC nach – „bit“ als Einheitenzeichen. 1 bit bezeichnet dabei genau einen binären Zustand und damit die kleinste logische Informationseinheit. Das alternative „b“ ist ungebräuchlich. So wie man „100-Meter-Lauf“ und „100-m-Lauf“ schreiben kann, kann auch „32-Bit-Register“ und „32-bit-Register“ geschrieben werden. Insbesondere für die Angabe von Datenraten sind Einheitenvorsätze gebräuchlich, z. B. Mbit/s für Megabit pro Sekunde. Die Einheit wird nur im Singular verwendet, während der Plural für bestimmte „Bits“ einer Gruppe verwendet wird.

### Positionsbezeichnung von Bits
In der natürlichen Schreibweise können Binärzahlen ohne führende Nullen analog zu Dezimalzahlen aufgeschrieben werden. Von links nach rechts gelesen hat dann das erste Bit die Bedeutung des höchsten Wertes. Werden hingegen Zahlen oder Buchstaben über serielle Leitungen übertragen, legt ein verwendetes Protokoll fest, welche Bedeutung ein einzelnes Bit im Datenstrom hat. Zur Bezeichnung von Bits in einem Datenwort ist es dabei häufig nicht praktikabel, vom ersten oder letzten Bit zu reden. Stattdessen ist dann vom signifikantesten (englisch most significant bit), selten vom höchsten, höchstwertigen, bzw. entsprechend z. B. vom niedrigsten Bit (englisch least significant bit) die Rede.

### Werte für Bits
Zur Darstellung des Wertes eines Bits werden üblicherweise die Ziffern 0 / 1 verwendet. Früher waren auch die Buchstaben o / l gebräuchlich. Bei logischen Aussagen (Wert einer booleschen Variablen) wird der Wert eines Bits als wahr / falsch (englisch true / false) notiert.
In der technischen Umsetzung werden diesen beiden Werten in der elektronischen Datenverarbeitung ggf. die Bezeichnungen zweier elektrischer Potenziale mit H / L (auch hi / lo zu englisch high / low) zugeordnet. (s. u.)

### Technische Darstellung von Bits
Die kleinstmögliche Unterscheidung, die ein digitaltechnisches System treffen kann, ist die zwischen zwei Möglichkeiten, in der Informatik auch als Zustände bezeichnet. Ein Paar definierter Zustände, zum Beispiel
- Ein oder Aus bei der Stellung eines Lichtschalters, oder
- geringer Widerstand oder hoher Widerstand beim Schaltzustand eines Transistors

repräsentiert ein Bit.
In der digitalen Schaltungstechnik werden Spannungspegel zur Darstellung der Signale verwendet, die innerhalb einer Bauart (Logikfamilie) in definierten Bereichen liegen, siehe Logikpegel. Liegt die Spannung im hohen Bereich, so liegt der Zustand H vor, im unteren Bereich L. Ein Zwischenzustand ist nicht definiert. Technisch existiert der Zustand „hochohmig“ = Z, d. h. diese Leitung transportiert keine ausdrückliche Spannung und macht damit keine Aussage über den Logikpegel. Im Rahmen von Schaltungssimulationen existieren schwache H und L-Zustände (weak).
Die Zuordnung H→1, L→0 heißt positive Logik, die umgekehrte Zuordnung negative Logik. Eingänge von Schaltungen, die negative Logik verwenden, bezeichnet man als „low-aktiv“.
Während bei der Verarbeitung von Daten die physische Repräsentation mit zwei Zuständen vorherrscht, verwenden Flash-Speichertechnologien mehrere Zustände pro Speicherzelle. So kann eine Speicherzelle 3 Bit speichern, wenn 8 verschiedene Ladungszustände sicher unterschieden werden können, siehe Tabelle. Ähnlich werden bei vielen Leitungscodes und Funkstandards mehrere Bit je Symbol übertragen, siehe z. B. Quadraturamplitudenmodulation.
Bei CDs und DVDs und bei Festplatten (RLL-Codierungen) ist es umgedreht, dort werden mehr Bittakte als zu speichernde Bits benötigt.
Umgekehrt können mit einer Kombination von n Bits, unabhängig von ihrer physischen Repräsentation, 2n verschiedene logische Zustände kodiert werden, siehe Exponentialfunktion. Mit beispielsweise zwei Bits können 22 = 4 verschiedene Zustände repräsentiert werden, z. B. die Zahlen Null bis Drei als 00, 01, 10 und 11, siehe Binärzahl.

## Bitfehler
Wenn sich einzelne Bits aufgrund einer Störung bei der Übertragung oder in einem Speicher ändern, spricht man von einem Bitfehler. Ein Maß dafür, wie häufig bzw. wahrscheinlich Bitfehler auftreten ist die Bitfehlerhäufigkeit.
Es gibt Verfahren, die bei der Übertragung und Speicherung von Daten derartige Fehler erkennen und in gewissen Grenzen selbst korrigieren können, siehe Kanalkodierung. Im Allgemeinen erzeugen sie dazu gerade so viel Redundanz in der Information, wie für den Sicherheitsgewinn nötig ist.

## Qubits in der Quanteninformationstheorie
Das Quantenbit (kurz Qubit genannt) bildet in der Quanteninformationstheorie die Grundlage für Quantencomputer und die Quantenkryptografie. Das Qubit spielt dabei analog die Rolle zum klassischen Bit bei herkömmlichen Computern: Es dient als kleinstmögliche Speichereinheit und definiert gleichzeitig als Zweizustands-Quantensystem ein Maß für die Quanteninformation. Hierbei bezieht sich „Zweizustand“ nicht auf die Zahl der Zustände, sondern auf genau zwei verschiedene Zustände, die bei einer Messung sicher unterschieden werden können.

## Trivia
Im Januar 2012 gelang es, 1 Bit (2 unterscheidbare Zustände) in nur 12 Eisenatomen zu speichern, die bisher geringste Atomanzahl für magnetisches Speichern. Dabei konnte nahe dem absoluten Nullpunkt der Temperatur (0,5 K / −272,65 °C) eine stabile Anordnung/Ausrichtung der Atome für mindestens 17 Stunden nachgewiesen werden.
Zum Vergleich:
- NAND-Flash-Zellen (bis ca. 2015) benötigten etwa eine Million Elektronen zur Speicherung eines Bits über 10 Jahre bei Raumtemperatur.
- DNA hat einen Informationsgehalt von 2 Bit je Basenpaar und hat je Bit eine Molekülmasse von etwa 315 Dalton statt 670 bei obigen 12 Eisenatomen.